# Aeroportul Montgomery Field
Aeroportul Montgomery Field (IATA: MYF, ICAO: KMYF, FAA LID: MYF) este un aeroport din California, Statele Unite ale Americii. Aeroportul a fost tranzitat în 2019 de 32 de pasageri. A fost deschis în iulie 1940.
Situat la o altitudine de 130 m, aeroportul dispune de 1 pistă. Este operat de San Diego.

## Infrastructură

### Piste
Aeroportul dispune de o singură pistă. Pista 05/23 are dimensiunile 3.400 picioare × 75 picioare. 